# Farzad Hatami
Farzad Jalal Hatami (Teheran, 3 januari 1986) is een Iraans voetballer die uitkomt voor Foolad FC in de Iran Pro League. In 2013 maakte hij zijn debuut voor het Iraans voetbalelftal.

## Clubcarrière
Hatami debuteerde in het seizoen 2007/2008 van de Iran Pro League op professioneel niveau voor Rah Ahan FC. Na het seizoen vertrok hij naar het Azerbeidzjaanse Qäbälä PFK, daarmee spelend in de Yüksək Dəstə. In 22 competitieduels maakte hij acht doelpunten, wat hem een gemiddelde van 0,36 doelpunten per wedstrijd opleverde. Hij vertrok in 2009 na afloop van het seizoen echter bij de club, om vervolgens terug te keren naar de Iraanse competitie. In het daaropvolgende seizoen speelde hij bij Sepahan FC, waar hij in twintig duels drie doelpunten maakte. Sepahan werd landskampioen, met zes punten voorsprong op Zob Ahan. Desondanks bleef Hatami ook hier niet langer dan één seizoen en vertrok hij op huurbasis naar Saba FC. Hij maakte zeven doelpunten in 21 duels, maar zag zijn verhuurder opnieuw landskampioen worden. Halverwege het seizoen 2011/2012 beëindigde Farzad Hatami zijn contract bij Sepahan en tekende hij bij Tractor Sazi FC. Na twee seizoenshelften bij Tractor Sazi stapte hij over naar Esteghlal FC, waar hij vanaf de winterstop speelde en het landskampioenschap behaalde. Hij bleef daar echter niet en tekende in 2013 bij Foolad FC.

## Interlandcarrière
Farzad Hatami werd in 2013 door bondscoach Carlos Queiroz opgeroepen voor wedstrijden in het kwalificatietoernooi van het Wereldkampioenschap voetbal 2014. Hij maakte zijn debuut voor Iran in de laatste wedstrijd van de vierde en finale ronde tegen Zuid-Korea. In de negentigste minuut was hij de vervanger van Reza Ghoochannejhad, die het enige en winnende doelpunt maakte. Hatami kreeg gedurende het kwalificatietoernooi verder geen speelminuten. Iran kwalificeerde zich voor het mondiale toernooi door als groepshoofd van groep A te eindigen.
| Interlands van Farzad Hatami voor Iran | Interlands van Farzad Hatami voor Iran | Interlands van Farzad Hatami voor Iran | Interlands van Farzad Hatami voor Iran | Interlands van Farzad Hatami voor Iran | Interlands van Farzad Hatami voor Iran | Interlands van Farzad Hatami voor Iran |
| №                                      | Datum                                  | Wedstrijd                              | Uitslag                                | Soort wedstrijd                        | Doelpunten                             | Assists                                |
| Als speler bij Esteghlal FC            | Als speler bij Esteghlal FC            | Als speler bij Esteghlal FC            | Als speler bij Esteghlal FC            | Als speler bij Esteghlal FC            | Als speler bij Esteghlal FC            | Als speler bij Esteghlal FC            |
| -------------------------------------- | -------------------------------------- | -------------------------------------- | -------------------------------------- | -------------------------------------- | -------------------------------------- | -------------------------------------- |
| 1.                                     | 18 juni 2013                           | Zuid-Korea – Iran                      | 0 – 1                                  | Kwalificatie WK 2014                   | 0                                      | 0                                      |

Bijgewerkt t/m 28 juli 2013

## Statistieken
| Seizoen         | Club            |                       | Competitie      | Competitie | Competitie | Beker | Beker | Internationaal | Internationaal | Totaal | Totaal |
| Seizoen         | Club            | Wed.                  | Competitie      | Dlp.       | Wed.       | Dlp.  | Wed.  | Dlp.           | Wed.           | Dlp.   |        |
| --------------- | --------------- | --------------------- | --------------- | ---------- | ---------- | ----- | ----- | -------------- | -------------- | ------ | ------ |
| 2007/08         | Rah Ahan FC     | Vlag van Iran         | Iran Pro League | 19         | 0          | 0     | 0     | -              | -              | 19     | 0      |
| Club totaal     | Club totaal     | Club totaal           | Club totaal     | 19         | 0          | 0     | 0     | -              | -              | 19     | 0      |
| 2008/09         | Qäbälä PFK      | Vlag van Azerbeidzjan | Yüksək Dəstə    | 22         | 8          | 0     | 0     | -              | -              | 22     | 8      |
| Club totaal     | Club totaal     | Club totaal           | Club totaal     | 22         | 8          | 0     | 0     | -              | -              | 22     | 8      |
| 2009/10         | Sepahan FC      | Vlag van Iran         | Iran Pro League | 21         | 3          | 0     | 0     | 3              | 0              | 24     | 3      |
| Club totaal     | Club totaal     | Club totaal           | Club totaal     | 21         | 3          | 0     | 0     | 3              | 0              | 24     | 3      |
| 2010/11         | Saba FC         | Vlag van Iran         | Iran Pro League | 21         | 7          | 0     | 0     | -              | -              | 21     | 7      |
| Club totaal     | Club totaal     | Club totaal           | Club totaal     | 21         | 7          | 0     | 0     | -              | -              | 21     | 7      |
| 2011/12         | Sepahan FC      | Vlag van Iran         | Iran Pro League | 2          | 0          | 0     | 0     | 0              | 0              | 2      | 0      |
| 2011/12         | Club totaal     | Club totaal           | Club totaal     | 23         | 3          | 0     | 0     | 3              | 0              | 26     | 3      |
| 2011/12         | Tractor Sazi FC | Vlag van Iran         | Iran Pro League | 15         | 5          | 0     | 0     | -              | -              | 15     | 5      |
| 2012/13         | Tractor Sazi FC | Vlag van Iran         | Iran Pro League | 15         | 4          | 0     | 0     | 0              | 0              | 15     | 5      |
| 2012/13         | Club totaal     | Club totaal           | Club totaal     | 30         | 9          | 0     | 0     | 0              | 0              | 30     | 9      |
| 2012/13         | Esteghlal FC    | Vlag van Iran         | Iran Pro League | 15         | 6          | 4     | 4     | 7              | 0              | 26     | 10     |
| Club totaal     | Club totaal     | Club totaal           | Club totaal     | 15         | 6          | 4     | 4     | 7              | 0              | 26     | 10     |
| 2013/14         | Foolad FC       | Vlag van Iran         | Iran Pro League | 8          | 2          | 0     | 0     | 0              | 0              | 8      | 2      |
| Club totaal     | Club totaal     | Club totaal           | Club totaal     | 8          | 2          | 0     | 0     | 0              | 0              | 8      | 2      |
| Carrière totaal | Carrière totaal | Carrière totaal       | Carrière totaal | 154        | 35         | 4     | 4     | 10             | 0              | 168    | 39     |

## Erelijst
Sepahan FC
- Landskampioen

2009/10
 Esteghlal FC
- Landskampioen

2012/13